# هروه ریسن
هروه ریسن (نام واقعی: Hervé Lalin، زاده: ۱۰ آوریل ۱۹۶۷) نویسنده فرانسوی، ملی‌گرای افراطی، منکر هولوکاست و یهودی‌ستیز است. او به حلقه‌های راست افراطی نزدیک است. او خود را نژادپرست، یهودی ستیز و سامی ستیز می‌داند، انتشارات و ویدئوهای او منجر به شکایات و احکام دادگاه‌های متعددی شد که در سپتامبر ۲۰۲۰ به مدت ۱۷ ماه زندانی شد.

## اوایل زندگی
ریسن با نام هروه لالین در ۱۰ آوریل ۱۹۶۷ در باندی فرانسه به دنیا آمد. او در سال ۱۹۹۱ مدرک کارشناسی ارشد تاریخ را از دانشگاه پاریس شرقی کرتیل (والدو مارن) گرفت. تز او بر جنگ داخلی اسپانیا متمرکز بود. او پنج سال معلم تاریخ بود اما به دلیل شکایت از سیستم آموزشی اخراج شد. او خود را یک استاد بیکار می‌داند.
ریسن در اصل یک آنارشیست و آزادیخواه بود، اما با گذشت زمان بیشتر به جناح راست تبدیل شد و در دهه ۱۹۹۰ به جبهه ملی پیوست. در ۱۶ سپتامبر ۲۰۰۲، او کیک را به صورت کشیشی را که به مهاجران و خارجی‌ها کمک می‌کرد، پرتاب کرد. این اقدام بازتاب گسترده‌ای داشت و او از همان زمان به شهرت رسید.
در سال ۲۰۱۰ کمپینی از پوسترهای یهودی‌ستیز، ریسن را در کانون توجه قرار داد.
از سال ۲۰۰۵ تا ۲۰۱۵ رایسن کتاب‌ها و مقالات زیادی در مورد یهودیت، آخرت‌شناسی و نژادپرستی ضد سفید نوشت. او در سال ۲۰۱۵ مستندی به نام شیطان در هالیوود ساخت که در آن از نفوذ یهودیان و تعصبات ضد کاتولیک انتقاد کرد. کتاب او، نژادپرستی بر علیه سفیدپوستان، قاتلان مردان سفیدپوست، در فرانسه پرفروش شد.
او در جنبش جلیقه زردها شرکت کرد و عکسی از او روی جلد پاریس مچ قرار گرفت.
در سال ۲۰۱۸ او به رابرت فاوریسون ادای احترام کرد و در توییتر خود نوشت که Faurisson یک نام فرانسوی خواهد بود که در ۲۰۰ سال آینده دربارهٔ آن صحبت می‌شود.
در سپتامبر ۲۰۲۰، او به دلیل اظهارات یهودی ستیزانه و انکار هولوکاست، که در فرانسه جرم است، به زندان محکوم شد.

## نظریه‌ها
ریسن در کتاب خود با عنوان روانکاوی یهودیت، یهودیت را با یک آسیب‌شناسی هیستریک مقایسه می‌کند و معتقد است که یهودیت منجر به اضطراب، پارانویا، افسردگی، فراموشی، سوء رفتار جنسی، زنا با محارم، اختلال هویت می‌شود. او معتقد است که اتحاد بین نیروهای یهودی در سراسر جهان ناشی از اعتقاد جهانی آنها به مسیح یهودی است و کمونیسم و آمیختگی بین نژادها دو روی این مسیحا خواهد بود.

## انتشارات

### کتاب‌ها
- امیدهای سیاره ای، لوالوا-پرت، ویرایش. باسکرویل، ۲۰۰۵، ۴۳۰ ص. ۲۲ سانتی‌متر (ISBN 2-9524559-0-2, شماره رکورد BnF. FRBNF40037166)
- روانکاوی یهودیت، لوالوآ پرت، ویرایش. باسکرویل، ۲۰۰۶، ۳۹۷ ص. ۲۲ سانتی‌متر (ISBN 978-2-9524559-5-4, شماره رکورد BnF. FRBNF40187707)
- تعصب یهودی: برابری - حقوق بشر - مدارا، لوالوآ پرت، ویرایش. باسکرویل، ۲۰۰۷، ۳۹۵ ص. ۲۲ سانتی‌متر (ISBN 978-2-9524559-1-6, شماره رکورد BnF. FRBNF41075206)
- مافیای یهودی: شکارچیان بزرگ بین‌المللی، لوالوآ پرت، ویرایش. باسکرویل، ۲۰۰۸، ۳۹۵ ص. ۲۲ سانتی‌متر (ISBN 978-2-9524559-2-3, BnF اطلاعیه شماره. FRBNF41296945)- به انگلیسی ترجمه شده‌است
- آینه یهودیت: وارونگی اتهامی، لوالوآ پرت، ویرایش. باسکرویل، ۲۰۰۹، ۳۹۷ ص. ۲۲ سانتی‌متر (ISBN 978-2-9524559-7-8, شماره رکورد BnF. FRBNF41442426)
- تاریخچه یهودی‌ستیزی: توسط یک گوی دیده شد و به آن مکان بازگشت، Levallois-Perret, ed. باسکرویل، ۲۰۱۰، ۴۳۲ ص. ۲۲ سانتی‌متر (ISBN 978-2-9524559-3-0, BnF اطلاعیه شماره. FRBNF42408430)
- نژادپرستی ضد سفیدپوستان: قاتلان مردان سفیدپوست - قاتلان، متجاوزان به زنان سفیدپوست، لوالوآ پرت، ویرایش. باسکرویل، ۲۰۱۱، ۳۲۰ ص. ناشناخته (ISBN 978-2-9524559-8-5) اعلامیه کتابشناختی ظاهراً در فهرست عمومی کتابخانه ملی فرانسه وجود ندارد.
- درک یهودیت، درک یهودستیزی، لوالوآ پرت، ویرایش. باسکرویل، ۲۰۱۲، ۱۴۴ ص. ۱۵ سانتی‌متر (ISBN 979-1-09-124600-2، اطلاعیه BnF شماره. FRBNF43613000)
- جنگ معادشناسی: آخرالزمان در ادیان بزرگ، لوالوآ پرت، ویرایش. باسکرویل، ۲۰۱۳، ۱۸۵ ص. ۲۲ سانتی‌متر (ISBN 979-1-09-124601-9, شماره رکورد BnF. FRBNF43613003)
- میلیاردهای اسرائیل: کلاهبرداران یهودی و سرمایه گذاران بین‌المللی، ویرایش. باسکرویل، ۲۰۱۴، ۳۳۰ ص. ۲۲ سانتی‌متر (ISBN 979-1-09-124602-6، اطلاعیه BnF شماره. FRBNF43899584)
- شیطان در هالیوود، ویرایش. باسکرویل، ۲۰۱۵
- یهودستیزی، بدون پیچیدگی یا تابو: درخواست آزادی بیان، ویرایش. باسکرویل، ۲۰۱۸، ۲۷۲ ص. .

### فیلم‌های مستند
- شیطان در هالیوود (۲۰۱۵)
- یهودیان و زنا با محارم (۲۰۱۶)
- یهودیان، کمونیسم و انقلاب روسیه در سال ۱۹۱7 (2017)
- یهودیان و اتحاد جهانی (۲۰۱۷)
- یهودستیزی برای آدمک‌ها (۲۰۱۷)
- اتصال سفاردیک (۲۰۱۷)
- مافیای یهودی (۲۰۱۷)
- چرا یهودستیزی (۲۰۲۰)